# Valeri Iakov
Valeri Iakov (în rusă Валерий Яков; n. 1 octombrie 1956, Cahul, RSS Moldovenească, URSS) este un jurnalist și redactor de ziar sovietic și rus. A fost redactor-șef al ziarului Novîe Izvestia în perioada anilor 2003 – 2016. În perioada iunie – decembrie 2012, a fost șef al Direcției principale pentru politica informațională din regiunea Moscova, cu rang de ministru. Din ianuarie 2004 până în prezent, este redactor-șef al revistei Teatral. Din 2008 până în prezent, este președintele (și fondator) premiului internațional al publicului „Steaua Teatrului” (Звезда Театрала). Din 2017 până în prezent este președintele (și fondator) festivalului internațional al teatrelor în limba rusă din străinătate, „Lumea teatrului rus” (Мир русского театра).

## Biografie
S-a născut în orașul Cahul din RSS Moldovenească (actualmente Republica Moldova). În 1982 a absolvit Facultatea de Jurnalism a Universității de Stat „Mihail Lomonosov” din Moscova.
Din 1982 până în 1986, a fost referent și secretar executiv adjunct al ziarului Пионерская правда („Adevăr pionier”), din 1986 până în 1991, referent la săptămânalul Семья („Familia”).
Din 1991 până în 1997 a fost referent, redactor al departamentului situații de urgență și membru al comitetului de redacție al ziarului Izvestia. A părăsit ziarul cu echipa lui Igor Golembiovski. În august 1997, s-a alăturat Consiliului de fondatori al unei noi publicații, ziarul Novîe Izvestia, unde a preluat funcția de redactor-șef adjunct și editor al Departamentului de informații și situații de urgență. După demiterea lui Golembiovski, a devenit redactor-șef al ziarului.
În vara anului 2012, a devenit șef al Direcției principale pentru politica informațională din regiunea Moscova, cu rang de ministru. Și-a părăsit postul din propria voință pe 19 decembrie 2012. A revenit la postul de redactor-șef al Novîe Izvestia.
Din ianuarie 2004 publică revista Teatral și o conduce ca redactor-șef.
În 2008, a înființat Premiul „Steaua Teatrului” (Звезда Театрала), care se acordă anual celor mai buni actori, regizori, regizori de teatre, proiectelor sociale și trupelor de teatre străine în limbă rusă, pe baza rezultatelor votului pe internet.
În 2017, a înființat și conduce fundația non-profit pentru inițiative culturale și umanitare „Lumea spectatorilor de teatru”, în același an, a fondat festivalul internațional anual al teatrelor în limba rusă din străinătatea „Lumea teatrului rus”.

## Distincții și onoruri
- 1989: Medalia „Pentru distincție în muncă” (octombrie 1989, pentru „marea contribuție personală la eliminarea consecințelor cutremurului din RSS Armeană și asistență pentru copiii răniți”);
- 1993: Ordinul „pentru curajul personal” (pentru curaj și profesionalism manifestat în timpul tragicelor evenimente de la Moscova din octombrie 1993);
- 1995: Medalia celui de-al doilea grad al Ordinului „Pentru meritul patriei” (pentru participarea ca ostatic voluntar într-un spital din Budionnovsk, regiunea Stavropol în timpul atacului terorist din iunie 1995).
- 1995: Insigna de distincție „Pentru merit în serviciul de frontieră” (pentru o serie de reportaje de la frontiera tajiko-afgană)
- 1996: Premiul „Dmitri Holodov” a Uniuniunii Jurnaliștilor din Moscova „Pentru curaj și profesionalism”
- 1997: Titlul „Reporter al anului” a Uniunii Jurnaliștilor din Federația Rusă și „Academia Presei Libere”
- 1999: Insigna „Pentru Merit” (pentru o serie de reportaje din zonele de urgență din Rusia și străinătate, decembrie 1999)
- 2006: Medalia Ministerului Situațiilor de Urgență al Federației Ruse „pentru propaganda activității de salvare” (pentru participarea activă și acoperirea mass-media a operațiunilor de salvare ale Ministerului Situațiilor de Urgență)
- 2007: Insigna onorifică a Uniunii Jurnaliștilor din Rusia „Onoare, demnitate, profesionalism”
- 2011: Medalia Ministerului Situațiilor de Urgență al Federației Ruse „XX ani ai Ministerului Urgențelor din Rusia”
- 2012: Premiul Guvernului Federației Ruse în domeniul presei scrise „pentru o conduită exemplară și publicarea unor mass-media sociale”)
- 2013: Insigna trupelor interne ale Ministerului Afacerilor Interne al Federației Ruse „pentru distincție în serviciu”
- 2015: Premiul Uniunii Jurnaliștilor din Rusia „Pixul de Aur al Rusiei”[6]
- 2019: Premiul internațional italian „Iosif Brodski” „pentru întărirea cooperării internaționale în teatru”